# Cayo Rutilio Rufo
Cayo o Gayo Rutilio Rufo (en latín, Gaius Rutilius Rufus) fue un político romano del siglo II a. C.
Fue testigo en el juicio que llevó Publio Cornelio Léntulo contra Manio Aquilio en el año 126 a. C. Quizá era hermano de Publio Rutilio Rufo y, al igual que este, amigo de Quinto Mucio Escévola.